# Hernán Siles Zuazo
Hernán Siles Zuazo, född 21 mars 1914, död 6 augusti 1996, var en boliviansk politiker. Han var Bolivias konstitutionellt valde president under två perioder; den första 1956–1960 och den andra 1982–1985.

## Bildandet av MNR och 1952 års revolution
Siles Zuazo var son till den tidigare presidenten Hernando Siles Reyes. Efter att ha tagit juristexamen på 1930-talet, ägnade han sig uteslutande åt politik och han drogs mot den reformistiska sidan inom politiken, trots att hans far hade varit en av grundpelarna i den gamla regimen. Tillsammans med bland andra Víctor Paz Estenssoro grundade han 1941 det inflytelserika revolutionistpartiet MNR (Movimiento Nacionalista Revolucionario). MNR deltog i Gualberto Villarroels progressiva militära administration 1943–1946, men tvingades från makten på grund av tryck från USA och Villarroels fall 1946. Paz Estenssoro ställde upp i valet 1951 med Siles som sin vicepresidentkandidat och vann valet. Den ultrakonservativa regeringen som leddes av Mamerto Urriolagoitia vägrade dock att erkänna valresultatet och lämnade istället över makten till kommendören för den bolivianska armén, general Hugo Ballivián. Vid den tiden gick MNR under jorden och i april 1952 ledde partiet den epokgörande nationella revolutionen med hjälp av avhoppare från de beväpnade styrkorna, bland andra general Antonio Seleme, som stödde rebellernas ideal. Siles Zuazo spelade en stor roll i det blodiga upproret, tillsammans med Juan Lechin, eftersom MNR:s ledare Paz Estenssoro befann sig i exil i Argentina.

## Siles som vicepresident 1952–1956
Efter att ha styrt de regeringstrogna militärerna och störtat Balliviáns regering, var Siles provisorisk president 11–16 april 1952, då Paz återvände från sin exil. 1951 års valresultat godkändes och Paz blev Bolivias konstitutionelle president med Siles som vicepresident (1952–1956). Under MNR:s första fyra år vid makten, införde regeringen långtgående reformer, bland annat införande av allmänna val, förstatligande av de största gruvföretagen i landet samt stora jordbruksreformer. 1956 avgick Paz eftersom den bolivianska konstitutionen inte tillät den sittande presidenten att ställa upp i två val i följd. Siles Zuazo som var den naturliga efterträdaren vann enkelt det årets val och blev därmed republikens president.

## Siles första presidentperiod 1956–1960
Siles första administration var betydligt mer omstridd och svårare än vad Paz hade varit. MNR började splittras på grund av personliga motsättningar och missnöje med politiken, bland annat den ökande inflationen och USA:s villkorade hjälp till antagandet av ett ekonomiskt program, den så kallade Ederplanen. Siles hade dessutom svårigheter med att avväpna medlemmar i milisen som hade stridit i revolutionen 1952 och som hade tillåtits att behålla sina vapen. De hade varit en användbar motvikt mot konservativa och militära krafter, men hade övergått till den caudilloliknande ledaren för arbetarfacket, COB, Juan Lechín. Samtidigt hade oppositionspartiet Falange Socialista Boliviana planer på att störta MNR från makten genom att framkalla ett svårt bakslag som skulle minska partiets och Siles popularitet.

## Uppbrott från MNR och exil 1960–1978
När Siles presidentperiod var över 1960, ställde Paz Estenssoro åter igen upp i valet. Då han blev president anställde han Siles som Bolivias ambassadör i Uruguay, men 1964 bröt Siles med Paz då denne hade beslutat att ändra konstitutionen så att han kunde återväljas i följande val. Vid den tidpunkten bildade Siles det vänsterinriktade partiet Movimiento Nacionalista Revolucionario de Izquierda (MNRI). Ursprungligen stödde Siles statskuppen mot MNR i november 1964, som leddes av generalerna René Barrientos och Alfredo Ovando. Han åkte dock senare i exil då det stod klart att militären försökte att manipulera valresultat för att själv kunna stanna vid makten. Under den större delen mellan 1964 och 1982 kontrollerade militären regeringsbyggnaden Palacio Quemado. 1971 protesterade Siles mot den högerinriktade statskuppen ledd av Hugo Banzer och orsakade därmed en definitiv spricka med Paz som stödde den.

## Demokratiska misslyckanden 1978–1982
Efter demokratins inträde 1978, bildade Siles den stora vänsteralliansen Unidad Democrática y Popular (UDP) med bland andra Movimiento de Izquierda Revolucionaria och kommunistpartiet. Alliansen vann valen 1978, 1979 och 1980, mest tack vare det allvarligt minskade stödet för Paz i kölvattnet av hans erkännandet av Banzers diktatur. Valet 1978 annullerades på grund av valfusk av militärledaren och kandidaten, general Juan Pereda. 1979 års val avgjordes inte eftersom ingen av kandidaterna hade fått de nödvändiga 50 procent av rösterna som krävdes. Kongressen fick avgöra vem som skulle tillsättas som president men kunde inte kommaa överens. Slutligen vann den populäre Siles och skulle ha tagit makten om det inte hade varit för den blodiga kuppen 17 juli 1980, som tillsatte en reaktionär och kokainbesudlad diktatur under ledning av general Luis García Meza. Siles flydde då i exil, men återvände 1982 då militärens experiment hade misslickats och landets ekonomi var på gränsen till kollaps.

## Siles andra presidentperiod 1982–1985
Med miilitärens förstörda rykte efter diktaturen 1980–1982, var det enda alternativet en hastig reträtt. I oktober 1982 antogs 1980 års valresultat för att bespara landet från kostnader av ytterligare ett val. Siles svor presidenteden för andra gången, med MIR:s Jaime Paz Zamora som vicepresident. Den ekonomiska situationen var extrem och snart började inflationen att galoppera. Siles hade stora svårigheter att kontrollera situationen och hade svagt stöd från kongressen och de partier som tidigare hade stött honom ville själva pröva sina idéer efter år av auktoritärt styre. Fackföreningarna, som leddes av den före detta MNR-militanten Juan Lechín paralyserade regeringen med ständigt återkommande strejker och till och med vicepresidenten Paz Zamora, lämnade det sjunkande skeppet då Siles popularitet var som lägst. Hyperinflationen 1982–1986 var den fjärde största i världshistorien. Ändå vägrade Siles att ta till sig opinionsmätningarna, utan föredrog istället att samla den framarbetade bolivianska demokratin oavsett de personliga följderna för honom själv.
En ljuspunkt för Siles administration kom 1983 då den tidigare nazistförbrytaren Klaus Barbie utlämnades till Frankrike. Han hade bott i Bolivia sedan slutet av 1950-talet eller början av 1960-talet och anlitades ofta av diktaturerna mellan 1964 och 1982 som förhörsledare. Efter utlämningen dömdes Barbie för sina brott och avled senare i franskt fängelse.

## Slutet
1985 fick regeringens kraftlöshet kongressen att utlysa extraval och påpekade det faktum att Siles egentligen hade blivit vald fem år tidigare. MNR:s Víctor Paz Estenssoro valdes som president och Siles lämnade Bolivia för Uruguay, där han tidigare hade levt i exil och som var ett land han kände tillgivenhet för. Han avled i Uruguay i augusti 1996, 82 år gammal.